# Viaduc du Pont-du-bœuf
Le viaduc du Pont-du-bœuf est un pont ferroviaire situé à la limite des communes de Réaumont et de Rives, dans le département de l'Isère en France, qui permet à la ligne Lyon - Grenoble de franchir la rivière Fure.

## Situation ferroviaire
Le viaduc du Pont-du-bœuf, dénommé viaduc de la Fure par ses propriétaires successifs, est situé entre les points kilométriques 96,107 et 96,370 de la ligne Lyon - Grenoble.

## Présentation
Le viaduc du Pont-du-bœuf est situé à la limite des communes de Réaumont et de Rives. Il franchit la Fure au lieu-dit le Pont-du-Bœuf, qui est une déformation du toponyme le « pas du beut » qui signifiait le bout des quatre communes : Rives, Réaumont, Apprieu et Saint-Blaise-du-Buis,.

## Historique

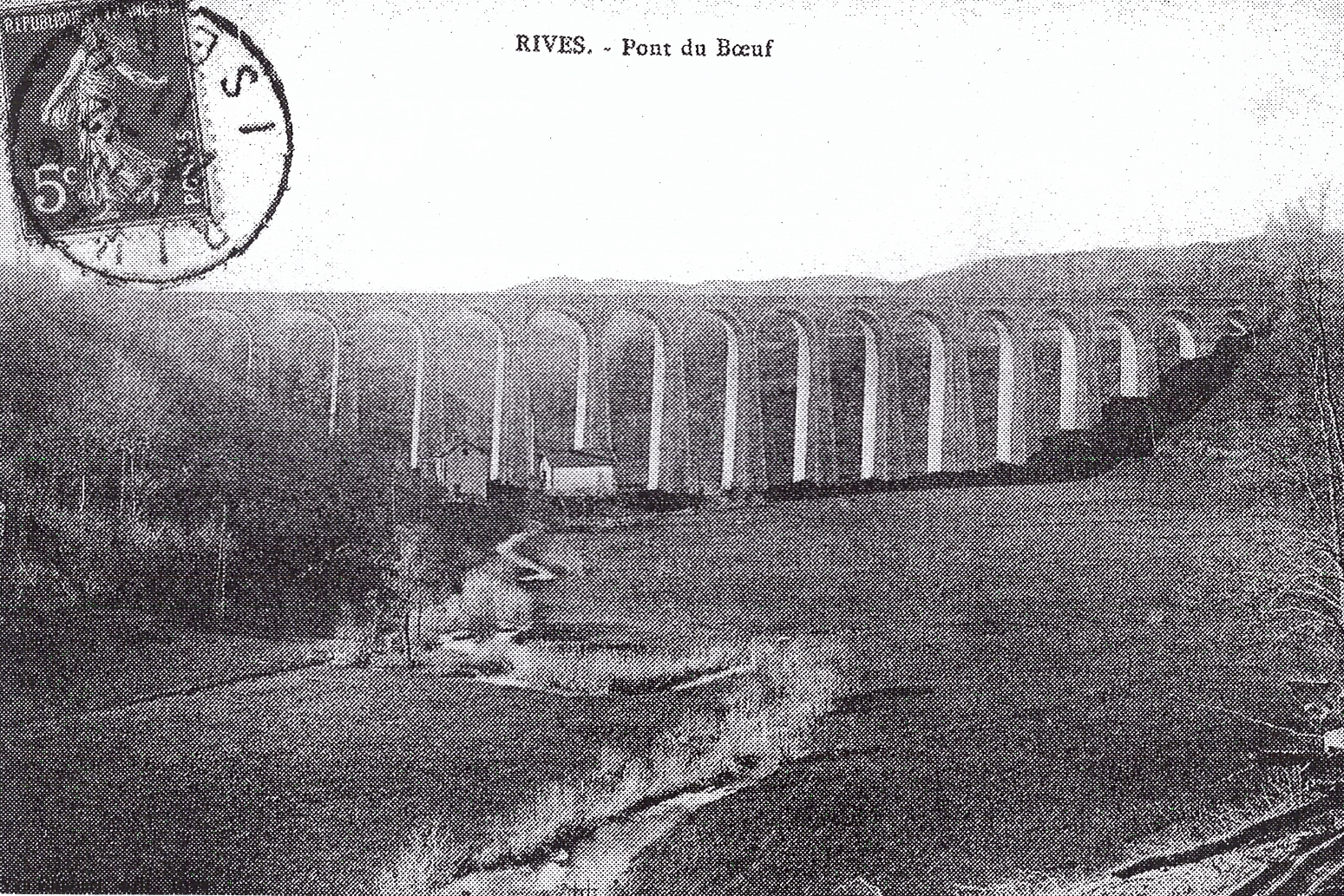
Le viaduc du Pont-du-Bœuf au début du XXe siècle.

Le viaduc du Pont-du-bœuf est inauguré le 12 juillet 1857 après la mise en service de la section de Rives à Piquepierre de la ligne de Saint-Rambert-d'Albon à Rives, qui a eu lieu de 10 juillet 1857. Cette section est intégrée à la ligne de Lyon-Perrache à Marseille-Saint-Charles (via Grenoble) l'année suivante. Le viaduc, dans son état actuel, est achevé en 1860.

## Caractéristiques
Le viaduc a une longueur de 263 m et une hauteur de 45 m au-dessus de la Fure. Il est constitué de seize arches en plein cintre de 14 m d'ouverture chacune,.

## Galerie de photographies

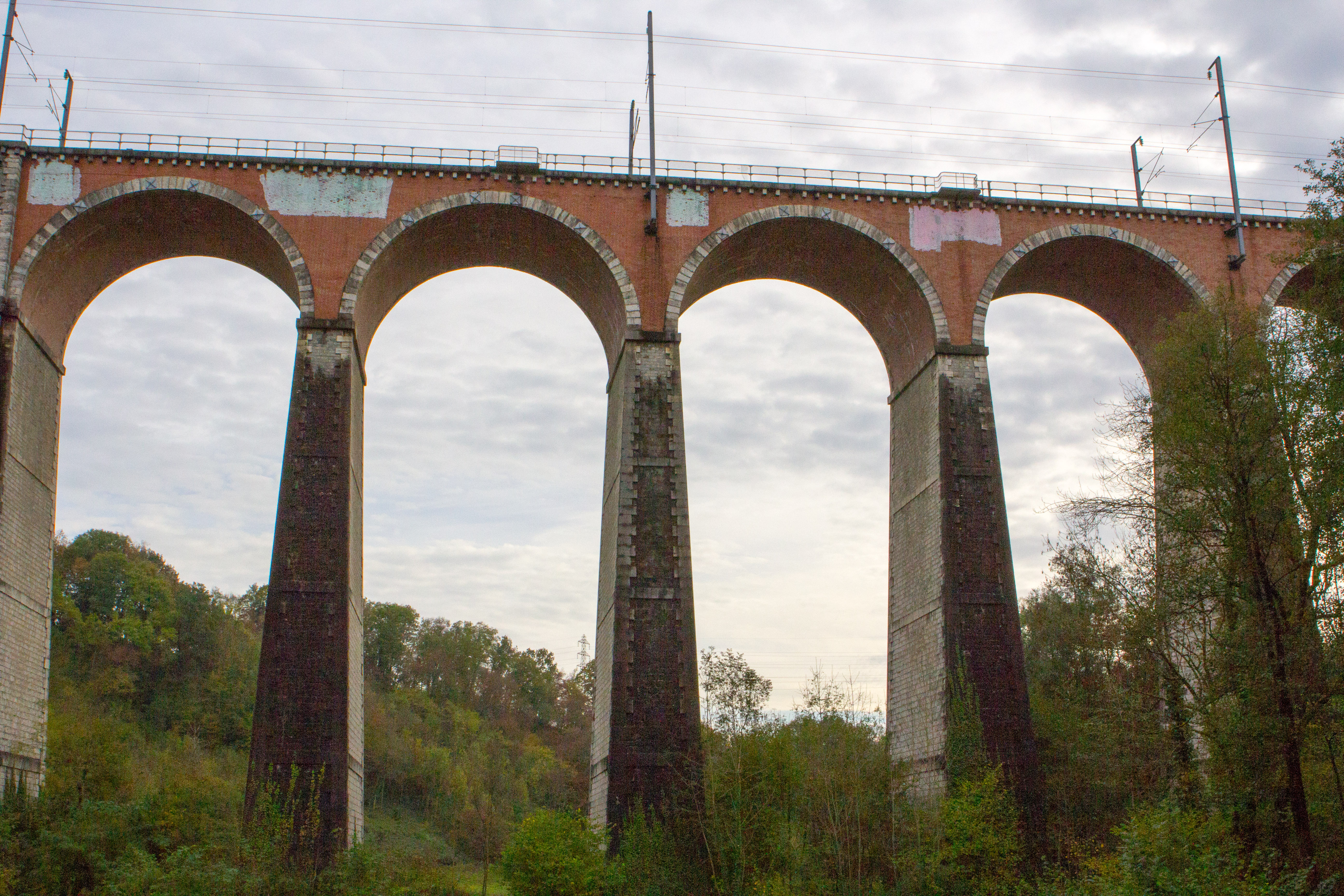
Les arches nord du viaduc.
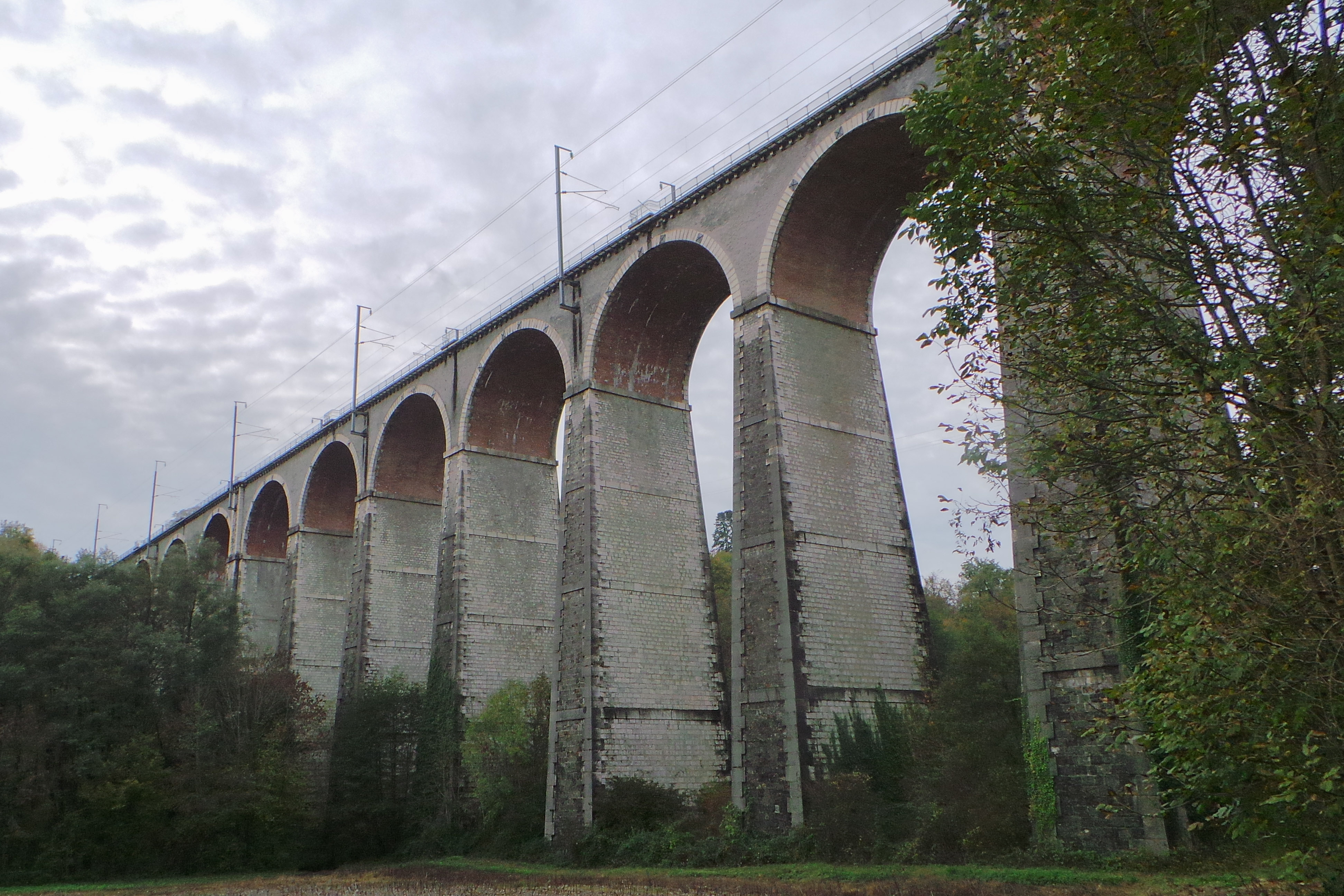
Les arches sud du viaduc.
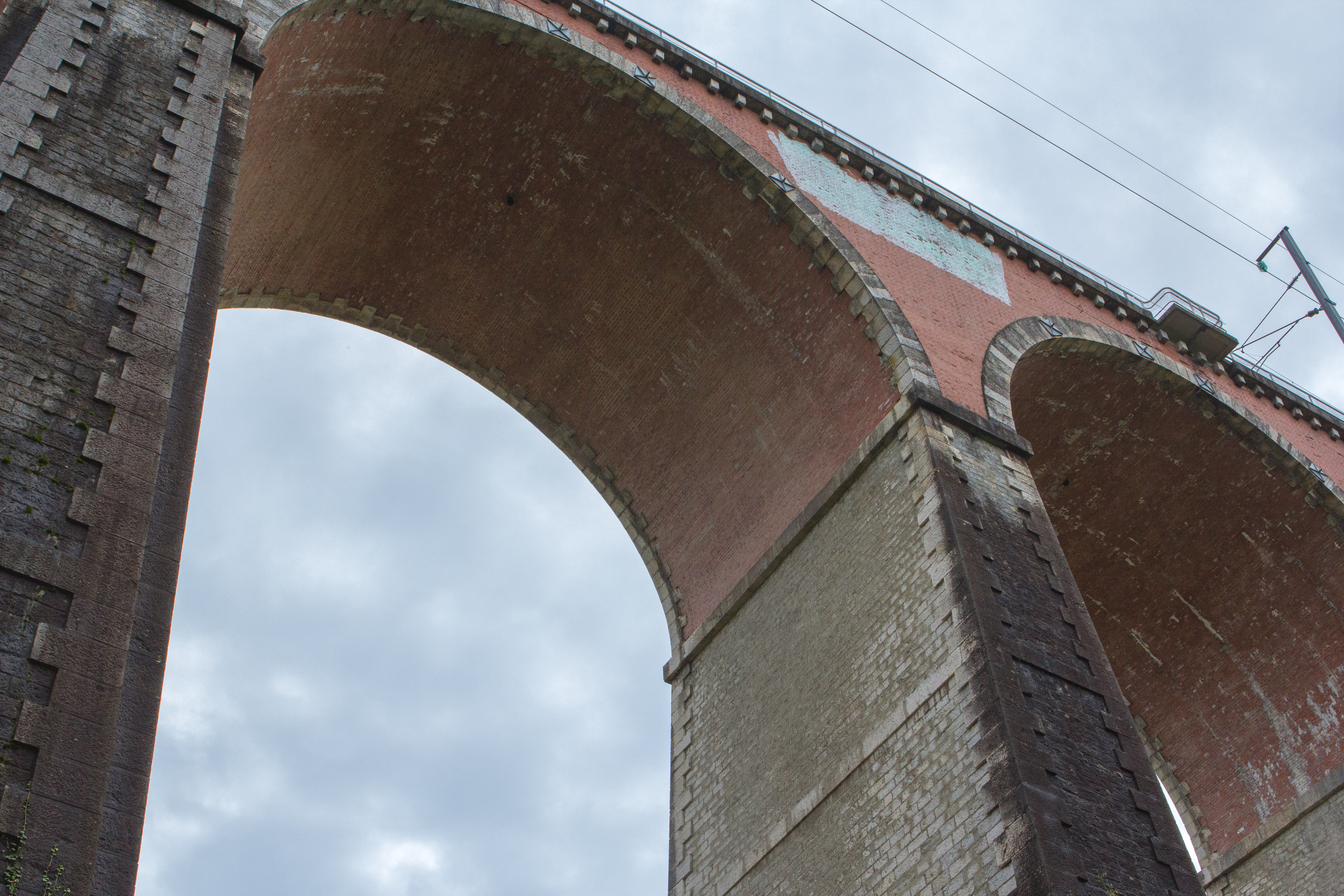
Deux arches vues du dessous.